# اداره پلیس آتلانتا

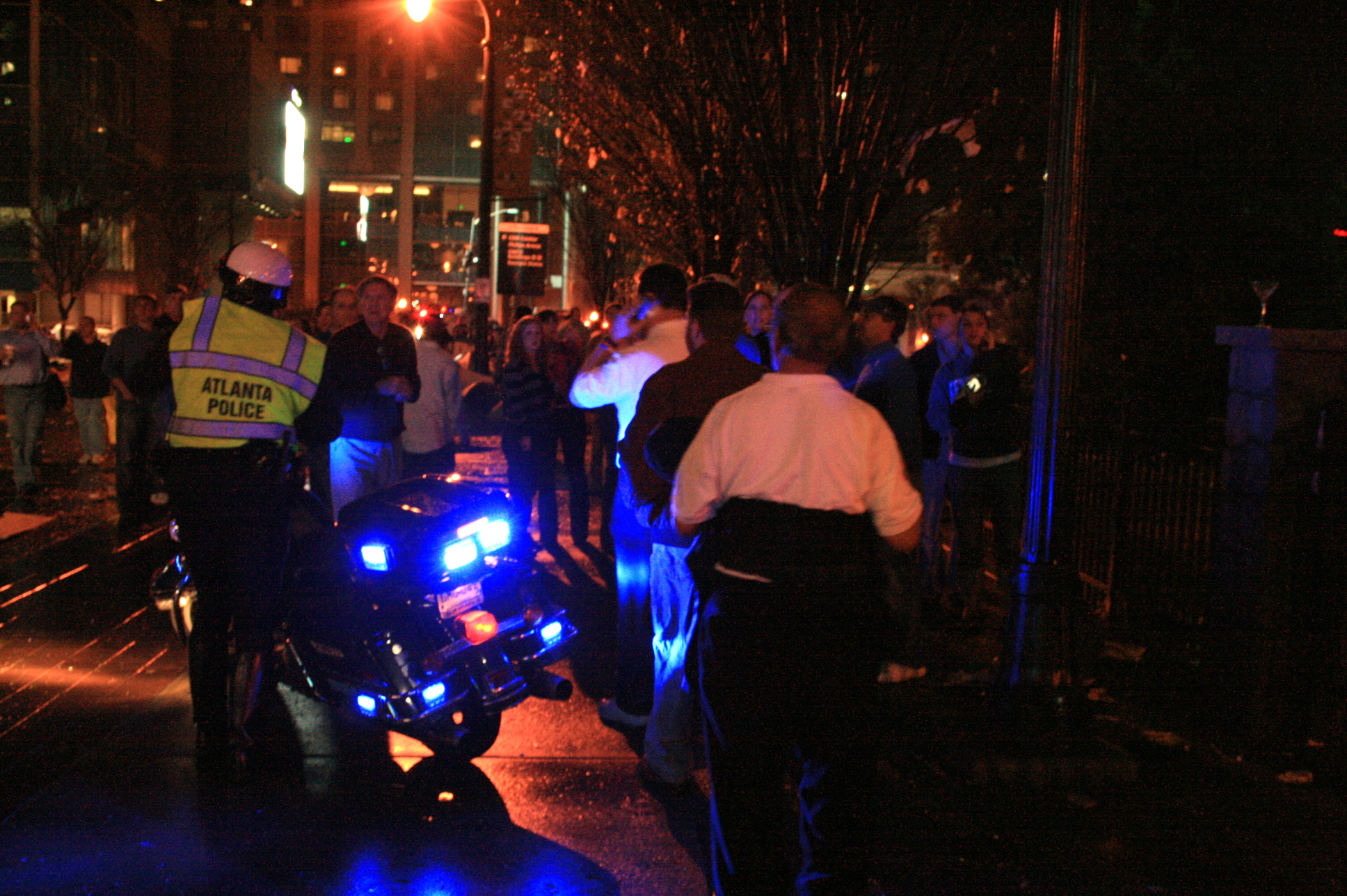
مامور پلیس در حال آرام کردن اوضاع پس از یک پیچند در مرکز شهر

ادارهٔ پلیس آتلانتا (به انگلیسی: Atlanta Police Department)، تأسیس ۱۸۷۳، ادارهٔ پلیس شهر آتلانتا در آمریکا است.
این اداره بزرگ‌ترین مرکز قانونی در جرجیا است. این نیروها با بیش از ۱۵۰۰ نفر نیرو، منطقه‌ای با جمعیتی در حدود ۳ میلیون نفر را پوشش می‌دهد.